# Rudolf Matz
Rudolf Matz (Zagreb, Imperi Austrohongarès, 19 de setembre de 1901 - Zagreb, República Federal Socialista de Iugoslàvia, 22 de març de 1988) fou un compositor, director d'orquestra i violoncel·lista croat.